# AFC Champions League 2002–03
AFC Champions League 2002–03 là phiên bản thứ hai mươi hai của giải đấu Bóng đá hàng đầu cấp câu lạc bộ châu Á được tổ chức bởi Liên đoàn bóng đá châu Á, và là phiên bản đầu tiên dưới tên gọi AFC Champions League.
Mười sáu đội đã thi đấu trong phiên bản này khi họ vượt qua vòng loại trước khi bước vào bốn bảng, mỗi bảng bốn đội với chỉ đội nhất bảng vào vòng loại trực tiếp theo thể thức hai lượt thay vì một lượt giống như các năm trước. Trong trận chung kết, Al-Ain của Các Tiểu vương quốc Ả Rập Thống nhất đã lên ngôi vô địch sau khi đánh bại BEC Tero Sasana của Thái Lan với tổng tỉ số 2-1.

## Các đội tham dự
| - Al-Talaba - Al Sadd - Al-Hilal - Al-Ain - Esteghlal - Persepolis - Nisa Aşgabat - Pakhtakor | - Đại Liên Shide - Thân Hoa Thượng Hải - Kashima Antlers - Shimizu S-Pulse - Daejeon Citizen - Seongnam Ilhwa Chunma - BEC Tero Sasana - Osotsapa FC |

## Vòng bảng

### Bảng A
| Đội                 | ST | T | H | B | BT | BB | HS | Đ |
| ------------------- | -- | - | - | - | -- | -- | -- | - |
| BEC Tero Sasana     | 3  | 2 | 1 | 0 | 6  | 3  | +3 | 7 |
| Daejeon Citizen     | 3  | 2 | 0 | 1 | 3  | 3  | 0  | 6 |
| Thân Hoa Thượng Hải | 3  | 1 | 0 | 2 | 6  | 7  | −1 | 3 |
| Kashima Antlers     | 3  | 0 | 1 | 2 | 5  | 7  | −2 | 1 |

| Thân Hoa Thượng Hải | 1–2      | Daejeon Citizen                     |
| ------------------- | -------- | ----------------------------------- |
| Luo Xiao 85'        | (Report) | Han Jung-kook 8' · Kim Eun-jung 44' |

| Kashima Antlers           | 2–2      | BEC Tero Sasana  |
| ------------------------- | -------- | ---------------- |
| Hirase 21' · Fernando 77' | (Report) | Yongant 76', 90' |

| Kashima Antlers                      | 3–4      | Thân Hoa Thượng Hải                                  |
| ------------------------------------ | -------- | ---------------------------------------------------- |
| Aoki 24' · Fernando 56' · Nozawa 90' | (Report) | Yang Guang 1' · Zhang Yuning 11' · Martínez 31', 87' |

| Daejeon Citizen | 0–2      | BEC Tero Sasana               |
| --------------- | -------- | ----------------------------- |
|                 | (Report) | Kongpraphan 14' · Chaiman 73' |

| BEC Tero Sasana             | 2–1      | Shanghai Shenhua |
| --------------------------- | -------- | ---------------- |
| Thongsukh 27' · Chaiman 85' | (Report) | Martínez 58'     |

| Daejeon Citizen | 1–0      | Kashima Antlers |
| --------------- | -------- | --------------- |
| Papa Oumar 87'  | (Report) |                 |

### Bảng B
| Đội                   | ST | T | H | B | BT | BB | HS  | Đ |
| --------------------- | -- | - | - | - | -- | -- | --- | - |
| Đại Liên Shide        | 3  | 2 | 1 | 0 | 10 | 2  | +8  | 7 |
| Seongnam Ilhwa Chunma | 3  | 2 | 0 | 1 | 9  | 4  | +5  | 6 |
| Shimizu S-Pulse       | 3  | 1 | 1 | 1 | 8  | 2  | +6  | 4 |
| Osotsapa FC           | 3  | 0 | 0 | 3 | 1  | 20 | −19 | 0 |

| Seongnam Ilhwa Chunma                                                          | 6–0      | Osotsapa FC |
| ------------------------------------------------------------------------------ | -------- | ----------- |
| Park Nam-yeol 22' · Kim Dae-eui 31' · Kim Do-hoon 37', 61', 83' · Drakulić 53' | (Report) |             |

| Shimizu S-Pulse | 0–0      | Đại Liên Shide |
| --------------- | -------- | -------------- |
|                 | (Report) |                |

| Shimizu S-Pulse   | 1–2      | Seongnam Ilhwa Chunma          |
| ----------------- | -------- | ------------------------------ |
| Ahn Jung-hwan 53' | (Report) | Drakulić 74' · Kim Dae-eui 87' |

| Osotsapa FC | 1–7      | Đại Liên Shide                                                                 |
| ----------- | -------- | ------------------------------------------------------------------------------ |
| Jankam 13'  | (Report) | Hao Haidong 27', 32', 49', 61' · Yan Song 60' · Zou Jie 80' · Dong Fangzhu 82' |

| Đại Liên Shide                      | 3–1      | Seongnam Ilhwa Chunma |
| ----------------------------------- | -------- | --------------------- |
| Hao Haidong 57', 64' · Yan Song 90' | (Report) | Kim Dae-eui 51'       |

| Osotsapa FC | 0–7      | Shimizu S-Pulse                                                                                  |
| ----------- | -------- | ------------------------------------------------------------------------------------------------ |
|             | (Report) | Takagi 23', 40' · Sawanobori 27' · Alessandro Santos 50' · Ahn Jung-hwan 60', 71' · Kitajima 75' |

### Bảng C
| Đội       | ST | T | H | B | BT | BB | HS | Đ |
| --------- | -- | - | - | - | -- | -- | -- | - |
| Al-Ain    | 3  | 3 | 0 | 0 | 6  | 1  | +5 | 9 |
| Al Sadd   | 3  | 1 | 0 | 2 | 4  | 5  | −1 | 3 |
| Esteghlal | 3  | 1 | 0 | 2 | 5  | 7  | −2 | 3 |
| Al-Hilal  | 3  | 1 | 0 | 2 | 4  | 6  | −2 | 3 |

| Al Sadd            | 1–2      | Esteghlal                |
| ------------------ | -------- | ------------------------ |
| Sergio Ricardo 72' | (Report) | Samereh 6' · Khatibi 64' |

| Al-Ain            | 1–0      | Al-Hilal |
| ----------------- | -------- | -------- |
| Harib 12' (ph.đ.) | (Report) |          |

| Al-Ain                  | 2–0      | Al Sadd |
| ----------------------- | -------- | ------- |
| Traoré 24' · Sanogo 89' | (Report) |         |

| Esteghlal                 | 2–3      | Al-Hilal                                        |
| ------------------------- | -------- | ----------------------------------------------- |
| Khatibi 18' · Samereh 42' | (Report) | Abedzadeh 34'(l.n) · Ricardo 42' · Abdullah 82' |

| Al-Hilal   | 1–3      | Al Sadd                                    |
| ---------- | -------- | ------------------------------------------ |
| Jumaan 57' | (Report) | Keita 45' · Sergio Ricardo 80' · Kamil 90' |

| Esteghlal   | 1–3      | Al-Ain                                  |
| ----------- | -------- | --------------------------------------- |
| Samereh 67' | (Report) | Faisal Ali 65' · Sanogo 76' · Harib 78' |

### Bảng D
| Đội          | ST | T | H | B | BT | BB | HS | Đ |
| ------------ | -- | - | - | - | -- | -- | -- | - |
| Pakhtakor    | 3  | 3 | 0 | 0 | 7  | 0  | +7 | 9 |
| Persepolis   | 3  | 2 | 0 | 1 | 5  | 2  | +3 | 6 |
| Al-Talaba    | 3  | 1 | 0 | 2 | 3  | 4  | −1 | 3 |
| Nisa Asgabat | 3  | 0 | 0 | 3 | 1  | 10 | −9 | 0 |

| Nisa Asgabat | 0–3      | Pakhtakor                                   |
| ------------ | -------- | ------------------------------------------- |
|              | (Report) | Hamidullaev 44' · Soliev 57' · Koshelev 72' |

| Al-Talaba | 0–1      | Persepolis       |
| --------- | -------- | ---------------- |
|           | (Report) | Golmohammadi 62' |

| Al-Talaba                        | 3–0      | Nisa Asgabat |
| -------------------------------- | -------- | ------------ |
| Abdulsada 10' · Mahmoud 24', 90' | (Report) |              |

| Pakhtakor  | 1–0      | Persepolis |
| ---------- | -------- | ---------- |
| Soliev 22' | (Report) |            |

| Persepolis                                               | 4–1      | Nisa Asgabat        |
| -------------------------------------------------------- | -------- | ------------------- |
| Khanmohammadi 14', 76' · Golmohammadi 47' · Aslanian 90' | (Report) | Meredov 89' (ph.đ.) |

| Pakhtakor                          | 3–0      | Al-Talaba |
| ---------------------------------- | -------- | --------- |
| Krokhmal 25', 57' · Goçgulyýew 37' | (Report) |           |

## Vòng loại trực tiếp

### Sơ đồ
|  | Bán kết         | Bán kết         | Bán kết         | Bán kết | Bán kết |   |        | Chung kết | Chung kết | Chung kết | Chung kết | Chung kết |
|  |                 |                 |                 |         |         |   |        |           |           |           |           |           |
|  | Al-Ain          | Al-Ain          | 4               | 3       | 7       |   |        |           |           |           |           |           |
|  | Đại Liên Shide  | Đại Liên Shide  | 2               | 4       | 6       |   |        |           |           |           |           |           |
|  |                 |                 |                 |         |         |   | Al-Ain | Al-Ain    | 2         | 0         | 2         |           |
|  |                 | BEC Tero Sasana | BEC Tero Sasana | 0       | 1       | 1 |        |           |           |           |           |           |
|  | BEC Tero Sasana | BEC Tero Sasana | 3               | 0       | 3       |   |        |           |           |           |           |           |
|  | Pakhtakor       | Pakhtakor       | 1               | 1       | 2       |   |        |           |           |           |           |           |

### Bán kết
| Đội 1           | TTS | Đội 2          | Lượt đi | Lượt về |
| --------------- | --- | -------------- | ------- | ------- |
| BEC Tero Sasana | 3–2 | Pakhtakor      | 3–1     | 0–1     |
| Al-Ain          | 7–6 | Đại Liên Shide | 4–2     | 3–4     |

#### Lượt đi
| BEC Tero Sasana                             | 3–1      | Pakhtakor  |
| ------------------------------------------- | -------- | ---------- |
| Srimaka 41' · Fuangprakob 69' · Chaiman 84' | (Report) | Soliev 80' |

| Al-Ain                                         | 4–2      | Đại Liên Shide               |
| ---------------------------------------------- | -------- | ---------------------------- |
| Sanogo 62' (ph.đ.) 83' · Omar 64' · Yaslam 75' | (Report) | Hao Haidong 17' · Li Yao 88' |

#### Lượt về
| Pakhtakor    | 1–0      | BEC Tero Sasana |
| ------------ | -------- | --------------- |
| Djeperov 86' | (Report) |                 |

BEC Tero Sasana thắng với tổng tỉ số 3–2.
| Đại Liên Shide                                       | 4–3      | Al-Ain                                      |
| ---------------------------------------------------- | -------- | ------------------------------------------- |
| Wang Peng 27' · Janković 77' · Hác Hải Đông 81', 84' | (Report) | Rodrigo Fabiano 46' · Omar 65' · Majidi 87' |

Al-Ain thắng với tổng tỉ số 7–6.

### Chung kết
| Đội 1  | TTS | Đội 2           | Lượt đi | Lượt về |
| ------ | --- | --------------- | ------- | ------- |
| Al-Ain | 2–1 | BEC Tero Sasana | 2–0     | 0–1     |

#### Lượt đi
| Al-Ain                | 2–0 | BEC Tero Sasana |
| --------------------- | --- | --------------- |
| Majidi 38' · Omar 74' |     |                 |

#### Lượt về
| BEC Tero Sasana     | 1–0 | Al-Ain |
| ------------------- | --- | ------ |
| Chaiman 60' (ph.đ.) |     |        |

Al-Ain thắng với tổng tỉ số 2–1.

## Các cầu thủ ghi bàn hàng đầu
9 bàn
- Hác Hải Đông (Đại Liên Shide)

4 bàn
- Boubacar Sanogo (Al Ain)
- Therdsak Chaiman (BEC Tero Sasana)

3 bàn
- Patrick Suffo (Al-Hilal)
- Mohammad Omar (Al Ain)
- Ali Samereh (Esteghlal)
- Anvarjon Soliev (Pakhtakor)
- Kim Dae-eui (Seongnam Ilhwa Chunma)
- Kim Do-hoon (Seongnam Ilhwa Chunma)
- Saul Martínez (Thân Hoa Thượng Hải)
- Ahn Jung-hwan (Shimizu S-Pulse)